# Confitería del Molino

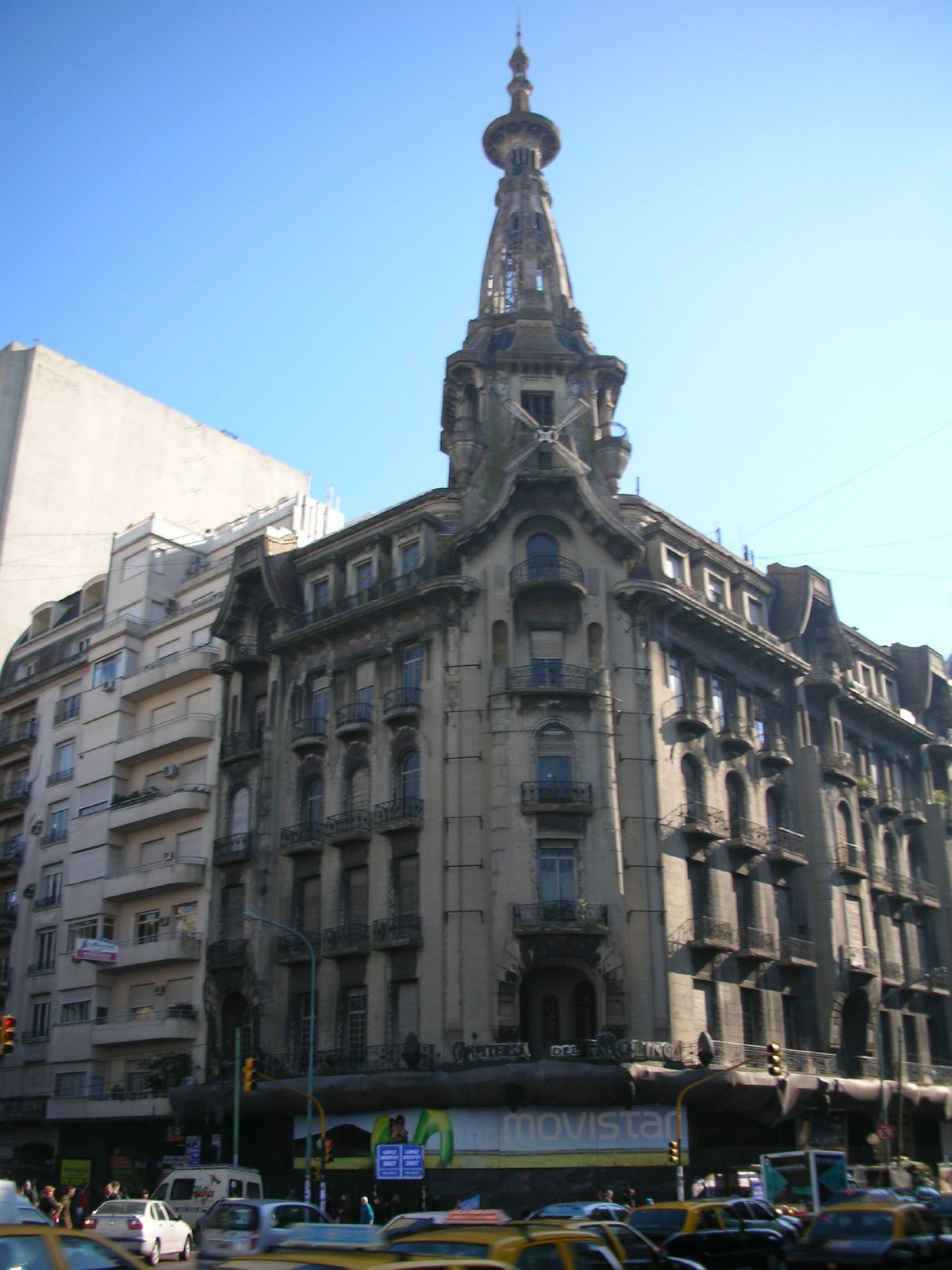
Die Confitería del Molino

Die Confitería del Molino ist eine Konditorei im Stadtteil Balvanera in der argentinischen Hauptstadt Buenos Aires. Im Oktober 1997 wurde das Jugendstil-Gebäude zum Nationalen Historischen Monument erklärt. Es befindet sich an der Avenida Callao, Ecke Avenida Rivadavia, nördlich vom Kongresspalast.

## Beschreibung
1915 beauftragte Cayetano Brenna, ein bekannter Konditor, den italienischen Architekten Francisco Gianotti, ein Haus mit einem Café im Erdgeschoss zu entwerfen. Als es 1917 fertiggestellt wurde, war es eines der höchsten Gebäude der Stadt. Besondere Merkmale waren der Turm mit seiner elektrischen Beleuchtung, die Buntglasfenster und die Windmühlenflügel. Das Del Molino und die Galería Güemes waren zwei der besten Arbeiten von Gianotti und wichtige Beispiele für Jugendstil-Architektur in Buenos Aires.
Über die Jahre wurde das Del Molino zu einem beliebten Treffpunkt für Persönlichkeiten aus Kultur, Wirtschaft und Politik. Am 23. Februar 1997 wurde die Konditorei geschlossen und wird heute nur noch geöffnet, um auf den Restaurierungsbedarf hinzuweisen.